# 2009 en Ukraine
Chronologie de l'Ukraine
- 2005
- 2006
- 2007
- 2008
- 2009
- 2010
- 2011
- 2012
- 2013

Cette page concerne les évènements survenus en 2009 en Ukraine  :

## Chronologie

### Janvier 2009
- Jeudi 1er janvier 2009 : Kiev indique avoir refusé le prix de 250 dollars par 1 000 m3 de gaz liquide car il n'était pas associé à une hausse du tarif payé par la Russie pour faire transiter par le territoire ukrainien le gaz destiné à l'Europe. La société ukrainienne Naftogaz avait de son côté proposé un prix de 235 dollars, contre 179,5 dollars en 2008, et une hausse du tarif de transit de 1,7 à 1,8 dollar pour 1 000 m3 et 100 km parcourus. À la suite de l'interruption des livraisons de gaz russe vers l'Ukraine, Naftogaz dit avoir constaté une baisse de pression dans ses gazoducs et avoir entrepris de puiser dans ses réserves de 17 milliards de mètres cubes de gaz stockés dans des réservoirs souterrains qui, selon la compagnie, équivalent à plusieurs mois de consommation[1].

- Vendredi 2 janvier 2009 : Naftogaz accuse Gazprom de ne pas avoir livré le volume nécessaire de gaz pour son acheminement vers l'Europe via le territoire ukrainien. Les livraisons de gaz russe à la Pologne en provenance de l'Ukraine baissent de 6 % dans l'après-midi.

- Samedi 3 janvier 2009 : La présidence ukrainienne pour la sécurité énergétique a mis en garde l'Europe contre des problèmes d'approvisionnement en gaz, à la suite du conflit qui l'oppose à la Russie sur cette question : « Si la partie russe ne livre pas plus de gaz qu'actuellement, dans environ dix jours, il peut y avoir des problèmes technologiques très graves […] Si le gazoduc ukrainien ne reçoit pas les volumes de gaz, la pression dans les tuyaux va baisser. Par conséquent, automatiquement, indépendamment du personnel, il y aura des interruptions. Le système sera obligé de s'arrêter pour faire revenir la pression »[2].

- Dimanche 4 janvier 2009 : Naftogaz accuse Gazprom de manipulations en matière d'approvisionnement du gaz qui transite à travers l'Ukraine, il aurait réduit de 52 millions de m3 le volume de gaz qui transite vers l'Europe par les gazoducs ukrainiens, connus sous le nom de Soyouz, alors que Gazprom affirme qu'il fournit les volumes nécessaires de gaz destinés à l'Europe à l'entrée du système de transport de gaz ukrainien et en totale conformité avec le contrat de transit. Naftogaz met en garde contre les « conséquences imprévisibles dans tout le système de distribution en Europe ».

- Vendredi 9 janvier 2009 :
  - L'équipe d'observateurs européens a commencé à surveiller les flux de gaz russes en Ukraine. Composée d'une vingtaine de personnes issues des principales compagnies énergétiques européennes, ainsi que de fonctionnaires de l'exécutif européen. Elle s'est rendue dès son arrivée en Ukraine vers le point de distribution de Ukrtransgas, à Kiev, où elle a commencé à travailler. Elle est chargée de s'assurer que Kiev ne siphonne pas le gaz destiné à l'Europe, en vérifiant que les quantités de gaz sont les mêmes à l'entrée et à la sortie du territoire ukrainien. Selon un spécialiste du secteur gazier : « Le fait de compter le gaz ne pose pas de problème technique fondamental […] Les processus techniques sont connus, maîtrisés, les observateurs vont plutôt avoir un rôle de témoin de bonne foi ». En plus de compter le volume, les observateurs doivent s'assurer que la pression du gaz reste la même, à l'aide d'un manomètre. Plus la pression est élevée et plus il y a de gaz en circulation dans les gazoducs[3].
  - Le président ukrainien, Viktor Iouchtchenko accepte de laisser entrer les observateurs russes sur son territoire pour surveiller le transit de gaz russe vers l'Europe : « Nous assumons l'obligation de permettre aux représentants de la partie russe d'accéder aux points d'entrée et de sortie » du gaz russe transitant par l'Ukraine pour être livré à l'Europe, alors que les observateurs européens déjà arrivés « ont commencé à travailler », ce qui signifie que « toutes les conditions sont là pour une reprise immédiate des livraisons » a déclaré la Commission européenne.

- Samedi 10 janvier 2009 : Le président de la société nationale ukrainienne d'hydrocarbures Naftogaz, Oleg Doubina, à son retour d'un voyage en Russie où il a rencontré des responsables du géant de l'énergie Gazprom, au sujet des problèmes de tarif pour le gaz en 2009 et sur le montant des arriérés de paiement de l'Ukraine, a déclaré que les négociations n'ont « abouti à rien en trois jours ».

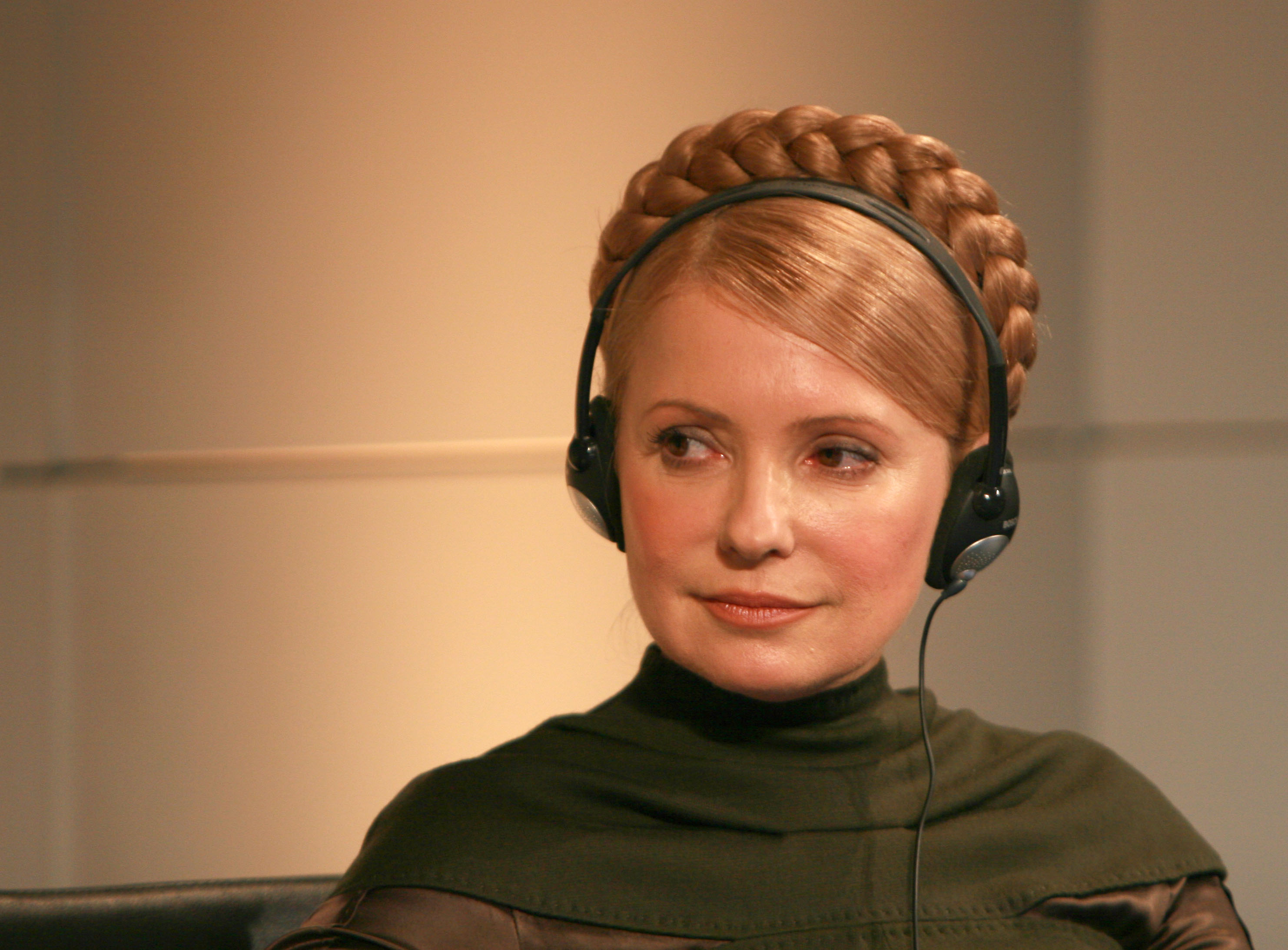
Ioulia Tymochenko
(février 2009)

- Dimanche 11 janvier 2009 : Le premier ministre tchèque, Mirek Topolanek est arrivé à Kiev afin de convaincre les dirigeants ukrainiens de signer l'accord, permettant notamment à des observateurs ukrainiens, européens et russes de contrôler la circulation de gaz russe sur le territoire ukrainien, qui était le principal point de friction entre Moscou et Kiev. La première ministre, Ioulia Tymochenko, a déclaré :  « Nous avons signé le protocole aujourd'hui afin de prouver que l'Ukraine ne constitue pas un obstacle à la livraison du gaz russe. Ce protocole prévoit également l'arrivée d'experts sur le territoire russe afin d'observer l'approvisionnement côté russe ». Cependant, en dépit de l'accord, la querelle Moscou-Kiev n'est pas réglée.

- Mardi 13 janvier 2009 : La compagnie gazière nationale Naftogaz admet bloquer le gaz russe destiné à l'Europe en raison de « conditions de transit inacceptable » imposées par le fournisseur russe Gazprom. Le problème porte sur la fourniture du « gaz technique » nécessaire afin de disposer d'une pression suffisante dans les gazoducs pour l'acheminement du gaz russe à l'Europe. La Russie estime qu'il appartient à l'Ukraine de le fournir, dans le cadre des accords de transit bilatéraux, ce que conteste Kiev. La Commission européenne a indiqué que les experts chargés de vérifier le transit du gaz n'avaient pu avoir pleinement accès au centre de distribution de Gazprom à Moscou et à celui de Naftogaz à Kiev.

- Mercredi 14 janvier 2009 : La première ministre Ioulia Tymochenko, déclare que l'Ukraine cessera de bloquer le transit du gaz à destination de l'Europe lorsqu'elle sera, elle aussi, de nouveau approvisionnée en gaz russe. « Si le gaz est fourni aujourd'hui, il sera immédiatement envoyé » vers l'Europe. Naftogaz a admis bloquer le transit gazier qui devait reprendre mardi matin, mais a expliqué sa position par le fait que Gazprom avait posé des « conditions de transit inacceptables ».

- Lundi 19 janvier 2009 : 
  - Oleg Doubina, président de Naftogaz, et Alexeï Miller, président de Gazprom, ont signé à Moscou les nouveaux contrats sur les livraisons de gaz à l'Ukraine et sur le transit vers l'Europe sur dix ans, en présence des premiers ministres Ioulia Tymochenko et Vladimir Poutine. L'accord prévoit que la Russie vendra à l'avenir son gaz à l'Ukraine « à un prix basé sur la formule européenne, mais avec un rabais de 20 % pour l'année 2009, à condition que les prix du transit demeurent au niveau fixé pour 2008 ».
  - La première ministre Ioulia Tymochenko déclare : « Gazprom a reçu l'ordre de commencer les livraisons de gaz dans toutes les directions […] nous redémarrerons le transit dès que le gaz arrivera dans le système de gazoducs ukrainien […] il n'y aura pas de retards dus à l'Ukraine  ».

- Vendredi 23 janvier 2009 : 

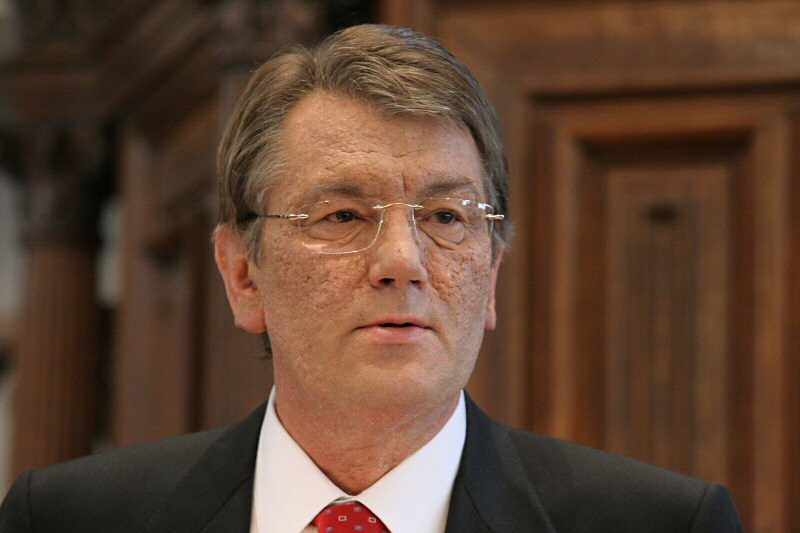
Viktor Iouchtchenko (juin 2006)

  - À la suite de la signature de l'accord sur la reprise des livraisons de gaz signé par la première ministre Ioulia Tymochenko avec laquelle le chef de l'État est en conflit, le premier adjoint au chef de l'administration présidentielle, Oleksander Chlapak, qualifie l'accord de « capitulation » devant la Russie, déclarant : « Nous envisageons d'entamer des contacts avec la partie russe pour des consultations cet été au plus tard ».
  - Le président Viktor Iouchtchenko se rend mardi auprès de la Commission européenne à Bruxelles pour tirer  les leçons de la crise du gaz qui a interrompu les livraisons russes à destination de l'Europe pendant 22 jours. Les discussions porteront notamment sur la modernisation du réseau de gazoducs ukrainiens par lequel transite une grande partie de gaz russe livré à l'Union européenne mais qui « est un réseau très, très ancien, très inefficace, avec des pertes immenses » selon le président José Manuel Barroso : « Nous avons vu pendant cette crise que l'Ukraine avait des difficultés à remplir ses engagements, pas parce qu'il y a de la mauvaise volonté à l'égard de l'Europe - au contraire, l'Ukraine veut avoir un destin européen - mais en raison d'infrastructures anciennes ».

### Février 2009
- Mercredi 11 février 2009 : Deux jeunes Ukrainiens sont  condamnés à la prison à vie pour avoir commis, en 2007 dans l'est du pays, 21 meurtres particulièrement atroces qu'ils filmaient à l'aide d'une caméra vidéo. Un complice, qui n'a pas directement participé aux tueries, a été condamné à neuf ans de prison pour coups et blessures.  Les victimes, parmi lesquelles un adolescent de 14 ans et une femme enceinte, ont été choisies par hasard. Les jeunes leur donnaient d'abord un coup de barre métallique ou de marteau sur la tête pour les immobiliser, ensuite leur coupaient les oreilles, leur crevaient les yeux ou leur ouvraient le ventre. D'après l'enquête, les trois jeunes sont issus de bonnes familles, « ne souffrent pas de troubles psychiques » et étaient parfaitement conscients de leurs actes, « les psychologues ont cependant noté la pauvreté de leur monde émotionnel, l'absence d'intérêt pour les gens et de repères moraux ».

### Mars 2009
- Lundi 2 mars 2009 : Le président Viktor Iouchtchenko et sa rivale, le premier ministre Ioulia Tymochenko, déclarent avoir trouvé un accord sur un plan d'action nécessaire pour la reprise du financement du Fonds monétaire international (FMI). Des amendements au budget seront votés en avril et mai, « toutes les divergences qui existaient entre le gouvernement et la Banque centrale ont été surmontées ». Le FMI avait donné son feu vert en novembre à l'octroi d'un prêt de 16,4 milliards de dollars à l'Ukraine, dont une première tranche de 4,5 milliards de dollars a déjà été versée. Mais le déblocage de la deuxième tranche, de presque 1,9 milliard de dollars, est entravé par des conflits politiques entre le président, qui soutient la Banque centrale, et le premier ministre autour du budget 2009, largement déficitaire contrairement aux exigences du FMI.

- Mardi 3 mars 2009 : 
  - Le premier ministre russe, Vladimir Poutine, estime possible un nouvel arrêt des livraisons de gaz russe à l'Ukraine et à l'Europe, dont 80 % des livraisons transitent par l'Ukraine, au lendemain d'une opération inédite des services de sécurité ukrainiens au siège de la société Naftogaz à Kiev. Cette opération, au cours de laquelle les agents du SBU auraient tenté de saisir les originaux des contrats conclus le 19 janvier entre la société ukrainienne et Gazprom, marque une nouvelle aggravation du conflit entre le président ukrainien, Viktor Iouchtchenko, et son premier ministre, Ioulia Tymochenko.
  - La première ministre, Ioulia Tymochenko, qui est à Paris pour s'entretenir de la crise avec le président Nicolas Sarkozy, estime qu'« il faut des élections anticipées en Ukraine », mais que le pays n'est pas au bord de la faillite, l'état de l'Ukraine n'est ni pire, ni meilleur que celui d'autres pays dans l'espace postsoviétique.

- Jeudi 5 mars 2009 : La société d'hydrocarbures Naftogaz  annonce  avoir payé la totalité de sa facture pour le gaz russe consommé en février, peu après la menace de premier ministre russe, Vladimir Poutine, d'interrompre de nouveau ses approvisionnements.

### Avril 2009
- Vendredi 3 avril 2009 : environ 20 000 personnes, essentiellement des jeunes et des retraités, ont défilé à Kiev contre le pouvoir « orange » en réclamant la démission du président Viktor Iouchtchenko et du gouvernement, incapables, selon eux, de contrer les effets de la crise économique mondiale sur le pays. La manifestation du 27 mars n'avait réuni que 5 000 personnes.

- Jeudi 16 avril 2009 : le producteur de gaz russe, Gazprom, brandit la menace de lourdes sanctions financières contre la société d'hydrocarbures Naftogaz pour avoir acheté entre janvier et mars deux fois moins de gaz russe que ne le prévoit leur contrat. Le montant de l'amende pourrait dépasser un milliard de dollars (750 millions d'euros), car le contrat russo-ukrainien oblige Naftogaz à payer au moins 80 % du volume prévu, même si la consommation réelle s'avère inférieure à ce taux.

### Mai 2009
- Mercredi 6 mai 2009 : Le ministre de l'Intérieur, Iouri Loutsenko et son fils de 19 ans, se sont vu refuser par la police allemande l'embarquement à bord d'un vol Lufthansa, Francfort-Séoul, en raison de leur état d'ébriété. Ils auraient brièvement opposé une résistance aux policiers, intervenus sur demande du commandant de bord, afin qu'ils n'embarquent pas dans l'avion.

- Vendredi 8 mai 2009 : Le Fonds monétaire international approuve un prêt à long terme de 2,8 milliards de dollars (environ 2 milliards d'euros) accordé à l'Ukraine dans le cadre d'un prêt total de 16,5 milliards de dollars (12,1 milliards d'euros), conditionné par un certain nombre de réformes acceptées par l'Ukraine. Selon le FMI, l'inflation devrait atteindre 16,8 % en Ukraine en 2009, et l'économie du pays devrait se contracter de 8 % sur l'ensemble de l'année.

- Vendredi 22 mai 2009 :
  - À l'issue du sommet bi-annel avec l'Union européenne, organisé à Khabarovsk, le président russe Dmitri Medvedev a mis en garde contre une nouvelle guerre du gaz, émet « des soutes sur les capacités de paiement de l'Ukraine » pour ses achats de gaz russe et souligne l'« intérêt » des pays européens à « garantir » leur « sécurité énergétique » : « Dans cette situation, les partenaires aident leurs partenaires, et nous sommes prêts à aider l'État ukrainien mais nous aimerions que l'UE assure une partie significative de ce travail ».
  - À l'issue d'une rencontre à Astana avec la première ministre Ioulia Timochenko, le premier ministre russe Vladimir Poutine se dit prêt à aider financièrement l'Ukraine pour prévenir une nouvelle guerre du gaz et accuse le président Viktor Iouchtchenko de bloquer la recherche d'une solution. Selon lui, la présence de gaz dans les dépôts ukrainiens pourrait éviter la répétition de conflits comme celui de janvier 2009 qui a privé l'Europe pendant deux semaines du gaz russe transitant par l'Ukraine. La Russie pourrait « participer » financièrement aux efforts ukrainiens et a suggéré la possibilité d'avancer de l'argent à Kiev en payant dès à présent le transit de gaz russe via l'Ukraine pour les cinq ans à venir, mais il estime que « les risques pour les Russes sont très importants compte tenu de la prochaine élection présidentielle en Ukraine »[4].

- Dimanche 24 mai 2009 : Une collision de plein fouet, entre un camion et un bus transportant des pèlerins orthodoxes près de Lviv (ouest), cause la mort de 7 personnes, dont un enfant, et fait huit blessés.

- Mardi 26 mai 2009 : La première ministre Ioulia Timochenko signe à Tripoli avec le premier ministre libyen Baghdadi Mahmoudi une série d'accords de coopération dans les domaines du nucléaire civil et de la défense. Le premier accord porte sur la coopération dans le domaine de l'utilisation pacifique de l'énergie nucléaire. L'Ukraine compte quatre centrales nucléaires qui produisent environ la moitié de son électricité consommée. Trois autres accords ont été signés dans les domaines de la défense, de la protection des informations secrètes et de l'enseignement supérieur. Ioulia Timochenko souhaite diversifier les sources d'approvisionnements en pétrole et de gaz de l'Ukraine, et propose à la Libye de construire une raffinerie de pétrole d'une capacité de 10 millions de tonnes par an dans le port d'Odessa pour alimenter un réseau de stations-services. Elle a également proposé à la Libye une coopération dans les domaines aéronautique et agricole, affirmant avoir préparé 17 projets d'accord dans plusieurs domaines, qui devraient être signés lors d'une prochaine réunion en Ukraine. Les deux pays affirment par ailleurs être prêts à supprimer les visas d'entrée pour les ressortissants des deux pays, afin de stimuler les investissements[5].

### Juin 2009
- Lundi 1er juin 2009 : Un tueur en série est arrêté dans la région de Kiev. Il est soupçonné d'avoir commis au moins 11 meurtres et viols de femmes, entre 2006 et 2009, ainsi qu'une trentaine d'autres crimes et délits, notamment des viols et vols. D'autre part, « une centaine d'autres crimes » dans lesquels le suspect pourrait être impliqué vont être examinés[6].

- Mardi 2 juin 2009 :
  - Une double explosion dans une agence de la banque publique Ochtchadbank à Melitopol (sud), blesse 21 personnes dont 5 grièvement.
  - Le patron de Gazprom, Alexeï Miller, après une rencontre avec le chef de la société ukrainienne des hydrocarbures Naftogaz, Oleg Doubina, exprime son doute sur la capacité de l'Ukraine de payer le gaz consommé en mai d'ici au 7 juin.

- Vendredi 5 juin 2009 :
  - Premier cas diagnostiqué de grippe H1N1 sur une personne de retour des États-Unis.
  - Naftogaz annonce avoir payé ce jour l'intégralité de sa facture de gaz russe pour le mois de mai.

- Lundi 8 juin 2009 : 30 mineurs sont portés disparus à cause d'un rejet de gaz dans la mine Skotchinski (est). 18 autres ont pu rejoindre rapidement la surface.

- Mercredi 10 juin 2009 : Un coup de grisou dans une mine de charbon Skotchinski à Donetsk (est) cause la mort de 9 mineurs et 4 autres sont portés disparus. Cette mine, ouverte en 1975, et qui emploie environ 3 000 personnes, est considérée comme l'une des plus dangereuses du pays en raison d'une forte concentration de méthane, et a déjà connu plusieurs accidents meurtriers.

- Vendredi 19 juin 2009 : La Commission européenne annonce vouloir aider financièrement l'Ukraine et éviter à l'Europe une nouvelle crise gazière, avec la participation d'institutions internationales. Les responsables russes ont multiplié les mises en garde ces dernières semaines, estimant que l'Ukraine en raison de la grave crise économique qui frappe le pays, serait dans l'impossibilité de payer ses factures et de remplir cet été ses réservoirs en prévision de la saison hivernale. Moscou a évoqué le danger d'une nouvelle rupture en conséquence de ses livraisons de gaz à l'Europe, qui transitent par l'Ukraine.

### Juillet 2009
- Jeudi 9 juillet 2009 : Une commission d'enquête parlementaire a estimé qu'il n'existait aucune preuve d'un acte criminel « intentionnel » concernant l'empoisonnement dont a été victime le président Viktor Iouchtchenko lors de sa campagne électorale en 2004. Le chef de la commission parlementaire, Volodymyr Sivkovytch, député du Parti des régions, une formation d'opposition considérée comme pro-russe a déclaré : « S'il n'y a pas de preuve que l'empoisonnement était intentionnel, comment peut-il être question d'un crime ? [...] Soit c'est un empoisonnement accidentel, soit c'est une maladie. Il y a plein d'hypothèses [...] Je n'exclus pas qu'il s'agisse d'un empoisonnement, mais il ne s'agit pas d'un crime ».

- Mardi 21 juillet 2009 : Le président Viktor Iouchtchenko, recevant le vice-président américain Joe Biden, réaffirme que l'OTAN restait le meilleur moyen de garantir la sécurité de l'Ukraine : « Nous vivons dans un monde difficile. L'intégrité territoriale, la souveraineté, les libertés dépendent de nos relations avec les voisins [...] La meilleure réponse est l'instrument euratlantique ».